# Контактные языки на арабской основе
Контактные языки на арабской основе — пиджины, креольские, смешанные и упрощённые языки, возникшие на периферии арабского мира на основе арабского языка в качестве основного лексификатора. Все известные контактные языки на арабской основе возникли в Африке на основе египетского и суданского диалектов арабского языка.
- Бабалиа-арабский креольский язык (Babalia Creole Arabic) — креол на основе шоанского арабского и центральносуданского языка бераку, 23 деревни на юго-западе Чада (префектура Шари-Багирми), около 4 тыс.
- Бимбаши, или монгаллеский арабский (Mongallese) — пиджин на основе арабского языка, зародившийся в среде военных в Англо-Египетском Судане и распространённый в 1870—1920 годах.
- Нуби (ки-нуби; Nubi) — креол на основе суданского арабского, на котором говорят потомки суданских солдат, оставшихся в Уганде и Кении в XIX веке; около 25 тыс.
- Южносуданский арабский пиджин (джубский пиджин; Juba Arabic, Sudanese Creole Arabic) — распространён в южносуданском регионе Экватория вокруг города Джуба; 20—40 тыс. использующих его в качестве второго языка, возможно, есть случаи креолизации.